# IC 93
IC 93 = IC 1671 ist eine Spiralgalaxie mit ausgedehnten Sternentstehungsgebieten vom Hubble-Typ Sb im Sternbild Walfisch südlich der Ekliptik. Sie ist schätzungsweise 267 Millionen Lichtjahre von der Milchstraße entfernt und hat einen Durchmesser von etwa 100.000 Lj. 

Im selben Himmelsareal befinden sich u. a. die Galaxien IC 1667 und IC 1670.
Das Objekt wurde am 18. September 1889 vom US-amerikanischen Astronomen Lewis Swift entdeckt.